# Свенскея
Svenskøya (укр. «шведський острів») — острів в архіпелазі Шпіцберген. Це другий за величиною острів Землі Короля Карла з площею 137 км². 
Свенскея відокремлена від Конгсея протокою Ріваленсундет.  Острів відділений від Едгеойя і Баренцойя протокою Ольгастретет. 

## Дивитися також
- Список островів Норвегії